# Stenotrophomonas
Genre
Stenotrophomonas est un genre de protéobactéries (à Gram négatif), aérobie et présentant une multirésistance naturelle aux antibiotiques.

## Habitat
Ces espèces sont très répandues dans l'environnement (par exemple dans l'eau et le sol).

## Liste d'espèces
Selon ITIS (8 mars 2020) :
- Stenotrophomonas acidaminiphila Assih & al., 2002
- Stenotrophomonas chelatiphaga Kaparullina & al., 2010
- Stenotrophomonas daejeonensis Lee & al., 2011
- Stenotrophomonas ginsengisoli Kim & al., 2010
- Stenotrophomonas humi Heylen & al., 2007
- Stenotrophomonas koreensis Yang & al., 2006
- Stenotrophomonas maltophilia (Hugh, 1981) Palleroni & Bradbury, 1993
- Stenotrophomonas nitritireducens Finkmann & al., 2000
- Stenotrophomonas pavanii Ramos & al., 2011
- Stenotrophomonas rhizophila Wolf & al., 2002
- Stenotrophomonas terrae Heylen & al., 2007

## Pouvoir pathogène
Agent pathogène surtout chez les patients immunosupprimés et ceux hospitalisés en soins intensifs. On le considère donc comme un pathogène opportuniste responsable d'infections nosocomiales. Il cause des infections aussi diverses que méningites, endocardites, pneumopathies (en particulier chez les sujets atteints de la mucoviscidose).

## Traitements
Stenotrophomonas est multirésistant aux antibiotiques grâce à une membrane très peu perméable et des enzymes de type bêta-lactamases lui permettant d'hydrolyser les molécules de la classe des pénicillines et des céphalosporines. Son élimination requiert donc d'employer certaines associations d'antibiotiques auxquels il est sensible, comme le cotrimoxazole (triméthoprime-sulfaméthoxazole) ou l'association ticarcilline-acide clavulanique. Mais des résistances commencent à apparaître.
Cette bactérie touchant des patients déjà très affaiblis, et présentant des résistances importantes vis-à-vis des antibiotiques, l'infection par Stenotrophomonas a un taux élevé de mortalité.